# 今泉駅 (新潟県)
今泉駅（いまいずみえき）は、新潟県五泉市今泉にあった蒲原鉄道（蒲原鉄道線）の駅（廃駅）。

## 歴史
1985年（昭和60年）4月1日に加茂 - 村松間が廃止されて以降、蒲原鉄道線の唯一の途中駅であった。
- 1923年（大正12年）10月20日：村松 - 五泉間開通と同時に開業。
- 1999年（平成11年）10月4日：同区間の廃線により廃駅となる。

## 駅構造
単式ホーム1面1線を有する地上駅。無人駅であった。
村松駅方向から新潟県道7号新津村松線沿いに北上してきた直線区間の北端部に位置していた。当駅は県道と線路との間のごく狭隘な場所に設けられていたため駅舎はなく、ホーム上に待合室が設置されているのみであった。待合室内には手書きの時刻表が掲出されていた。
蒲原鉄道線が廃線となった後の駅跡は、廃止以前から並行して運行されている蒲原鉄道の路線バス・高速バス停留所（今泉停留所）の村松方面車線側のバスベイとして整備され、バスベイ内の歩道には待合室が設置されている。

## 駅周辺
周辺は五泉市の中心市街地の南端部。駅南側は旧村松町の中心市街地との間に水田が広がっている。
- ウオロク 五泉店
- 新潟県道7号新津村松線

## その他
- 加茂駅 - 村松駅間廃線後は、今泉駅から乗車の場合、乗車券は車内で硬券を発券していた。

## 隣の駅
蒲原鉄道
蒲原鉄道線
村松駅 - 今泉駅 - 五泉駅